# Kamień (powiat kolski)
Kamień – wieś w Polsce położona w województwie wielkopolskim, w powiecie kolskim, w gminie Koło.
W latach 1975–1998 miejscowość należała administracyjnie do województwa konińskiego.
Miejscowość leży 8 km na północ od Koła, przy drodze lokalnej z Wrzący Wielkiej do Dębna Królewskiego.